# Storm Center's
Storm Center's（ストーム センターズ）は、青森県五戸町および十和田市をホームタウンとするビーチサッカークラブである。五戸町を中心とするFliccker Style 五戸（フリッカー スタイル ごのへ）と、十和田市を中心とするTHE SHIRAHAMAR'S（ザ シラハマーズ）が2011年に合併して誕生した。旧名はビストロ ヒロ 五戸（ビストロ ヒロ ごのへ）である。

## 歴史

### Fliccker Style 五戸
青森県内のビーチサッカー大会に出場歴がある他、フットサルの大会にも参加経験がある。2010年度の東北チャンピオンズトーナメントでは準優勝の成績を修めた。

### THE SHIRAHAMAR'S
青森県および八戸市のビーチサッカー大会に出場歴があり、八戸市ビーチサッカーECOカップでは2年連続決勝戦に進出し、うち2011年度の大会では優勝を経験した。

### 合併後
2011年7月に2クラブが合併、ビストロ ヒロ 五戸が誕生した。同月31日に青森県内で開催された東北大会で優勝し、9月に熊本県内にて開催された第6回全国ビーチサッカー大会に初出場、3位入賞の成績を修めた。大会終了後、監督の武田雅史がチーム名をStorm Center'sとする事を発表した。

## 成績

### タイトル
- 全国ビーチサッカー大会　東北大会　優勝（2011年、本大会出場）

## 選手
2011年10月9日現在
注：選手の国籍表記はFIFAの定めた代表資格ルールに基づく。
| No. | Pos. |      | 選手名          |
| --- | ---- | ---- | --------------- |
| 1   | GK   | 日本 | 豊川孝典 (副将) |
| 2   |      | 日本 | 小田崇          |
| 5   |      | 日本 | 森俊            |
| 6   |      | 日本 | 川村鐘紀        |
| 7   |      | 日本 | 大田竜介        |
| 8   |      | 日本 | 木村健          |
| 9   |      | 日本 | 豊川洋士 (主将) |

| No. | Pos. |      | 選手名   |
| --- | ---- | ---- | -------- |
| 10  |      | 日本 | 越後尭   |
| 11  |      | 日本 | 千葉一輝 |
| 13  | GK   | 日本 | 柴田侑幸 |
| 14  |      | 日本 | 中野拓也 |
| 17  |      | 日本 | 山田賢   |
| 18  |      | 日本 | 武田雅史 |

## 代表
- 太田竜介 (2011年 - )

## 監督
- 武田雅史 (2011年 - )